# جک کونگر
جک کونگر (به انگلیسی: Jack Conger) (زادهٔ ۲۶ سپتامبر ۱۹۹۴) شناگر اهل ایالات متحده آمریکا است.